# Umberto Ammaturo
Umberto Ammaturo (Napoli, 21 maggio 1941) è un mafioso e collaboratore di giustizia italiano, ritenuto uno tra i più potenti e feroci boss della camorra negli anni '70 e '80, specializzato nel traffico della cocaina dal sud America, tanto da essere ritenuto dalla DEA (per via del canale da lui creato passando per paesi dell'Africa come Senegal, Kenya e altri paesi africani) il principale importatore di cocaina in Europa e il più potente narcotrafficante italiano, oltre che tra i più potenti al mondo..
Nell'ambiente malavitoso era soprannominato "O'Pazzo", per via della sua attitudine a simulare la pazzia per evitare il carcere quando veniva arrestato; era anche chiamato "Umbertino la volpe", per la sua elevata furbizia e intelligenza. Dalla stampa dell'epoca era chiamato, inoltre, "Il boss dei due mondi" visti gli importanti collegamenti che aveva in Sud America, oltre che "L'Escobar napoletano" visti gli enormi quantitativi di cocaina che riusciva a far arrivare in Europa e negli Usa.
Ha commesso, eseguendoli personalmente (il più delle volte mediante strangolamento) o commissionandoli, almeno 30 omicidi, oltre che vari ferimenti (come l'attentato dove ferì ad una gamba Michele Zaza, o l'attentato contro il suocero del fratello, Felice Malventi, altro personaggio di rilievo della camorra di quegli anni) e atti volti ad accrescere il timore nei suoi confronti ed il suo prestigio, come  per esempio l'autobomba messa sotto la casa di Raffaele Cutolo (maggio 1981) o l'esplosione ai danni di un chiosco di fiori, dato che i figli del proprietario avevano tentato di rubare la macchina della sua compagna, Assunta Maresca.
È stato incluso nella lista dei trenta latitanti più pericolosi d'Italia fino alla sua cattura il 28 aprile 1993. Pochi mesi dopo ha deciso di diventare un pentito, facendo arrestare e condannare un centinaio di persone, tra cui boss di rilievo come Luigi Giuliano, Michele Zaza e Mario Fabbrocino.

## Biografia
Ammaturo nasce a Napoli nel 1941. Suo padre ha un negozio di vini a Fuorigrotta ed è lì che, inizialmente, il piccolo Umberto lavora. 
Per lui, però, le porte della prigione si aprono molto presto. Ha, infatti, soltanto 14 anni quando finisce nel carcere minorile, per alcuni furti. Torna in libertà dopo essere diventato maggiorenne. Il carcere non gli è servito a molto. Ammaturo vuole continuare a fare il delinquente. Almeno in una prima fase, il futuro boss non aderisce ad alcuna organizzazione criminale. Preferisce fare tutto da solo, dedicandosi a rapine ed estorsioni.
Umberto Ammaturo intrattiene una relazione amorosa con Pupetta Maresca, la cosiddetta signora della camorra. Era finita sulle cronache di tutti i giornali per aver ucciso l’assassino di suo marito Pasquale Simonetti. Inizialmente, la relazione si rivela soddisfacente per entrambi ma c’è un problema. Il figlio di Pupetta, Pasqualino, nato dalla sua precedente storia d’amore, non vede di buon occhio l’uomo che vorrebbe prendere il posto del defunto padre.
Nel 1974 Pasqualino scompare. È un ragazzino piuttosto irrequieto il figlio di Assunta Maresca. Si diverte a fare il guappo ma non si rende conto che si sta spingendo sin troppo avanti. Negli ambienti criminali ci si convince che Pasqualino sia stato ammazzato. Il suo cadavere non verrà mai ritrovato. Del delitto verrà accusato lo stesso Umberto Ammaturo. Il movente sarebbero state le frizioni tra i due. In realtà, i processi dimostreranno che il futuro pentito non era coinvolto nell'omicidio del ragazzo.

## Contrabbando e droga
Ammaturo comincia a fare molti soldi soprattutto con il contrabbando di sigarette. Riesce a coltivare amicizie con diversi contrabbandieri, tra cui Antonio Spavone e Michele Zaza. Intuisce, però, che il vero business è la droga. Così stringe alleanze con alcuni produttori di cocaina del Perù ed investe soldi in queste operazioni. Nel 1974 viene, però, nuovamente arrestato.

### Finta pazzia
Ammaturo segue, su indicazione di un altro boss, la moda dell’epoca. Si mette in contatto con dei consulenti in grado di falsare perizie. L’obiettivo è di fingersi pazzo per ottenere il ricovero presso ospedali psichiatrici in cui il regime di detenzione è sicuramente meno duro. Grazie alle perizie di Aldo Semerari e Antonio Mottola, Ammaturo riesce a farsi ricoverare ad Aversa prima e a Napoli poi. Grazie all’aiuto di Raffaele Ferrara riesce, però, a scappare dalla struttura nel 1976.
Nel 1977 viene nuovamente arrestato con l'accusa di traffico internazionale di cocaina. A causa delle false perizie viene nuovamente ricoverato in una struttura psichiatrica. Stavolta, viene inviato a Montelupo Fiorentino. Riesce, però, a scappare da lì. Evaderà, poi, anche dall’ospedale Madia di Barcellona Pozzo di Gotto. Nel frattempo, a Napoli è scoppiata una guerra di camorra tra la Nuova Famiglia e la Nuova Camorra Organizzata. Ammaturo è un membro della NF, grazie agli ottimi rapporti stretti con i membri di questo clan.

## L’arresto
Umberto Ammaturo, all’inizio degli anni ottanta, è un affermato narcotrafficante. Trascorre alcuni periodi in Sudamerica, nello specifico in Perù. Da lì gestire il traffico di droga è più semplice e più redditizio. Gran parte della droga che dal Perù arriva nelle piazze italiane è la sua. Nel 1982 per Ammaturo si aprono di nuovo le porte del carcere. È in compagnia di Pupetta Maresca quando i carabinieri lo beccano in un appartamento a Napoli.

### Il soggiorno obbligato
Il boss prova di nuovo a fingersi pazzo ma ormai nessuno più crede a tutto ciò. Nel 1987 deve affrontare il processo per traffico internazionale di droga. Il boss viene condannato ma ottiene il soggiorno obbligato in una località in provincia di Cuneo. Secondo i giudici, Ammaturo avrebbe dimostrato segnali positivi nei confronti dello Stato. In realtà, il boss non ha alcuna intenzione di abbandonare il crimine e scappa nuovamente.

## La fuga
Il boss se ne va in Senegal prima, in Brasile poi. Dall'Italia continuano ad arrivare condanne in diversi procedimenti penali. Il 25 agosto 1990 viene arrestato in Brasile. Il boss sa che presto verrà estradato e che, quindi, è necessario agire in fretta. Riesce a corrompere le guardie del carcere ed evade ancora una volta il 1º novembre successivo. La sua nuova destinazione è il Perù. Ammaturo, però, stavolta davvero sembra voler chiudere con il crimine. Ha, ormai, accumulato davvero molti soldi che preferisce utilizzare per attività lecite.
Il passato, però, non si può dimenticare e la Nuova Famiglia è sempre più in difficoltà. Il pentimento di Pasquale Galasso ha scatenato un effetto domino. Ormai, è questione di tempo anche per Ammaturo che in Perù si è rifatto una vita. Infatti, si lega sentimentalmente ad una dottoressa di Lima e dalla loro relazione nasce un figlio. Nel 1993, però, viene arrestato. La sua nuova compagna non sa nulla del passato del suo uomo. Scopre tutto proprio il giorno dell’arresto. A nulla è valso il cambio d’identità del boss, in Perù conosciuto col nome di Jose Daniel Venturini.
Ammaturo viene estradato in tempi brevi. L’ex narcotrafficante ha, però, cambiato vita e si dimostra pronto ad aiutare lo Stato. Dopo l’arresto, dunque, il boss decide di diventare un collaboratore di giustizia. La Nuova Famiglia sa che Ammaturo è a conoscenza di tanti segreti scottanti. Nemmeno l’omicidio di Antonio Ammaturo, fratello di Umberto, lo convince a tornare sui suoi passi. I suoi figli e la sua compagna peruviana si rivelano decisivi nella sua scelta di continuare a collaborare.

## Il caso Semerari
Umberto Ammaturo riempie tante pagine di verbali. Si accusa di diversi delitti e conferma la sua responsabilità anche sull’omicidio di Aldo Semerari. Dice di essere stato il mandante del delitto del criminologo la cui colpa sarebbe stata quella di aver fatto perizie anche a Raffaele Cutolo. Ancora oggi, però, sono tanti i misteri che avvolgono il caso Semerari. Le parole di Ammaturo non hanno convinto i giudici e gli uomini che egli aveva indicato quali responsabili del delitto verranno assolti.

## La nuova vita
Ammaturo, comunque, pare aver chiuso definitivamente con le attività criminali. Vive in una località protetta, ha una nuova identità e anche un nuovo lavoro. Le sue proprietà a Napoli e in Sud America sono state confiscate.